# Matthias Flacius

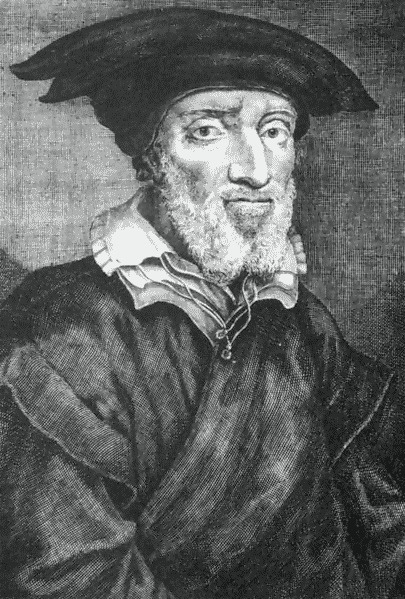
Matthias Flacius.

Matthias Flacius, kallad Illyricus (illyriern), egentligen Vlacich, född den 3 mars 1520 i Albona (Istrien), död den 11 mars 1575, var en luthersk teolog. 
Flacius blev 1544 professor i hebreiska i Wittenberg. Han var mycket begåvad, energisk och vältalig. Då Melanchthon och hans lärjungar tillstyrkte antagandet av det så kallade Augsburger-interim, reagerade Flacius så våldsamt emot dem vilket ledde till att han tvingades lämna sin professur. Hans nedslående kritik gentemot Interim har dock ansetts mer än något annat ha bidragit till lutherdomens räddning. 
Flacius var efter Luthers död inte bara den mest lärde, utan också den mest betydande karaktären i sin kyrka under 1500-talet. Hans envishet stegrades dock lätt till fanatism. Så drevs han till att i tidens lutherska lärostrider lidelsefullt kämpa på yttersta högra flygeln. Detta skedde redan i majoristiska och osiandriska striderna (på ett år författade Flacius 17 skrifter mot Osiander). Hårdast blev striden när han 1557 blivit professor i teologi i Jena, där han bekämpade den så kallade synergismen och fick sin ämbetskollega Victorinus Strigel häktad, eftersom Strigel försvarade åsikten.
I sitt försvar för lutherska läran om arvsynden gick Flacius slutligen så långt att han 1560 förklarade arvsynden ej vara något i människans natur tillfälligt (accidentellt), utan tvärtom något för henne väsentligt (substantiellt). För dessa åsikters skull anklagades han för manikeism och fördrevs från Jena 1562 samt vandrade därefter en tid omkring med sin talrika familj under svåra ekonomiska förhållanden. Slutligen fann han en tillfällig vistelseort i Frankfurt am Main, där han dog i armod på ett hospital, sedan rådet redan utfärdat ett utvisningsdekret mot honom.
Flacius skrev betydelsefulla arbeten i bibelkunskap, till exempel Clavis scriptures sacres (1567) etcetera; men framför allt blev han epokgörande på kyrkohistoriens område genom det bekanta kyrkohistoriska arbetet Centuriae Magdeburgenses. 